# Sannyrion
Sannyrion (en grec ancien Σαννυρίων) est un poète comique athénien du Ve siècle av. J.-C. (fl. -407, mort vers -370), contemporain de Dioclès et de Philyllius. Il appartient aux dernières années de la comédie ancienne et à la naissance de la comédie moyenne.

## Biographie
Un fragment de Gérytadès d'Aristophane établit que Sannyrion était, avec Mélétos et Cinésias, de toute la ville d'Athènes un des hommes les plus maigres et les plus maladifs d'aspect. Les poètes se moquaient apparemment entre eux de leur maigreur corporelle. Représentant des comiques maigres, Sannyrion appelait Mélétos (représentant des tragiques maigres) dans sa comédie de La Risée (Γέλως) « le cadavre qui vient du Lénéon », raillant ainsi à la fois le teint cadavérique du poète et quelque échec retentissant qu'une de ses pièces avait subi aux Lénéennes et dont il restait assommé.
D'autres sources estiment que Sannyrion portait un corset en cuir.
Nous avons une nouvelle trace de Sannyrion dans la cérémonie des prémices des Athéniens au sujet du mot πέλανος qui était réservé pour la farine et les gâteaux offerts aux dieux : « Nous autres dieux, nous appelons πέλανος ce que vous mortels vous nommez irrévérencieusement farine. »
Sannyrion est connu pour avoir publiquement raillé l'acteur Hégélochos alors qu'il interprétait l’Oreste d’Euripide en -408. Au vers 279 de la pièce, au lieu de déclamer : « Après la tempête, je vois de nouveau une mer apaisée… » (γαλήν’ὁρῶ), Hégélochos dit : « Après la tempête, je vois de nouveau une belette… » (γαλῆν ὁρῶ). L'acteur avait simplement oublié l’accent descendant sur le mot... Cette erreur fut aussi ridiculisée dans Les Grenouilles d'Aristophane en -406. Sannyrion reste d’ailleurs très présent, comme auteur comique, dans l’œuvre d'Aristophane.